# Hospicio de Santa Florentina
El Hospicio de Santa Florentina es un edificio histórico de la ciudad de Murcia (Región de Murcia, España), situado en la calle Santa Teresa, esquina con la calle San Nicolás. Institución benéfica cuyo origen se remonta a comienzos del siglo XVIII como parte de las fundaciones del Cardenal Belluga, conservando el mismo uso para el que fue planificado desde entonces.
También denominada Casa de Niños y Niñas Huérfanos y Expósitos, o Inclusa, el inmueble fue declarado Bien de Interés Cultural en 1978.

## Historia
El Hospicio de Santa Florentina es una de las denominadas Pías Fundaciones que promovió el obispo de la diócesis de Cartagena Luis de Belluga durante su fructífero episcopado (1705-1724). Fue precisamente la más relevante de todas ellas y la que siempre estuvo en el centro de todas sus preocupaciones.
Prevista por Belluga en plena Guerra de Sucesión, fue establecida en 1715 con capacidad entre 300 y 400 plazas.
La fundación era en realidad un establecimiento múltiple porque contaba con tres departamentos diferentes pero complementarios entre sí: la Casa de Niñas Huérfanas y Expósitas, a cargo de un instituto de religiosas servitas; la Casa de Niños Huérfanos y Expósitos; y la Casa de Huérfanos no expósitos.
El establecimiento funcionaba desde algunos años antes a la institución oficial del centro, acaso ocupando el local de la Maternidad edificado con anterioridad por el obispo junto a la antigua puerta de Santa Florentina, en la confluencia de las calles San Nicolás y Santa Teresa (su actual emplazamiento).
En 1741 se escrituró en Roma la fundación con la aprobación del Papa Benedicto XIV. Se cree que fue en ese año cuando comenzaron las obras del actual inmueble.
En 1872 las Hijas de la Caridad se hacen cargo de la Inclusa hasta el día de hoy. En 1985 pasó a ser un Hogar Auxiliar de los Servicios Sociales de la Región de Murcia para la guarda y custodia de Niños de 0 a 6 años.

## Arquitectura

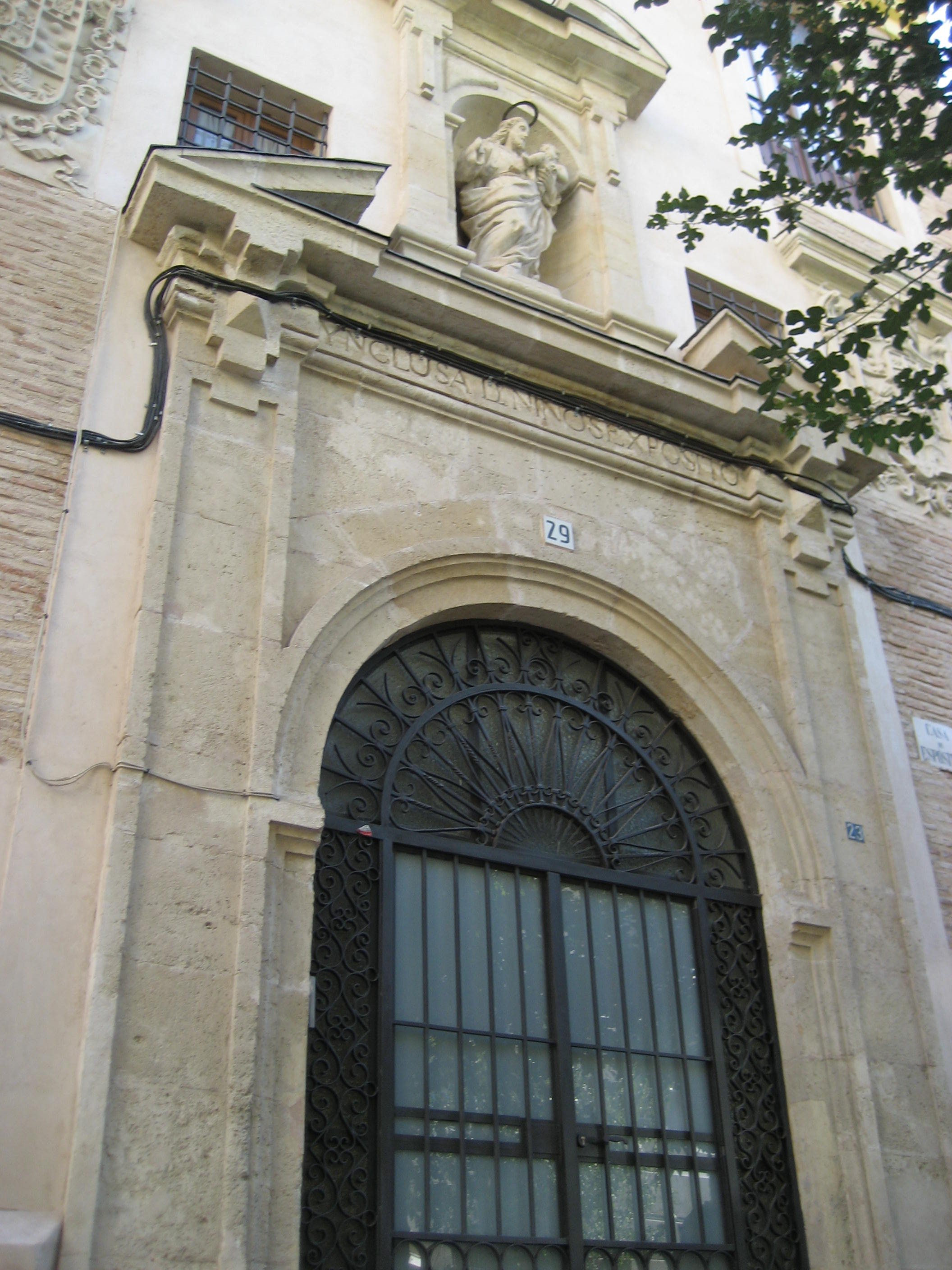
Una de las portadas del Hospicio coronada con la escultura de San José.

En pleno siglo XVIII, el denominado siglo de oro murciano, se demolió la muralla y la puerta de Santa Florentina (antes llamada del Azoque) situadas en el actual emplazamiento del Hospicio, siendo en 1741 cuando se comenzó a construir el actual edificio.
No se tiene mucha seguridad pero se cree que fue obra del arquitecto murciano Martín Solera, formado en la escuela de la nueva fachada o Imafronte de la Catedral y que también participó en las obras del Antiguo Colegio de Teólogos de San Isidoro y la Iglesia de San Juan de Dios.
Posee tres portadas de piedra que dan todas a la calle Santa Teresa. Dos de ellas, las de los extremos, aparecen coronadas con hornacinas en las que destacan las esculturas en piedra de Santa Florentina y San José, además de diversos blasones (aunque una de ellas sufrió una modificación posterior y ya no funciona como puerta). Siendo más sencilla la puerta que se dispone entre ambas, sin hornacina ni blasones.
Ha sido sometido a cuatro restauraciones en época reciente: entre 1989 y 1990, la reposición de cubiertas y cornisas, que se encontraban en muy mal estado; entre 1992 y 1994, la rehabilitación integral del edificio; y, en el 2004 y el 2005, la rehabilitación de la fachada de la calle San Nicolás por los desprendimientos que se producían. Siendo la última la realizada en 2007, dando por finalizada la rehabilitación del inmueble.

## Galería

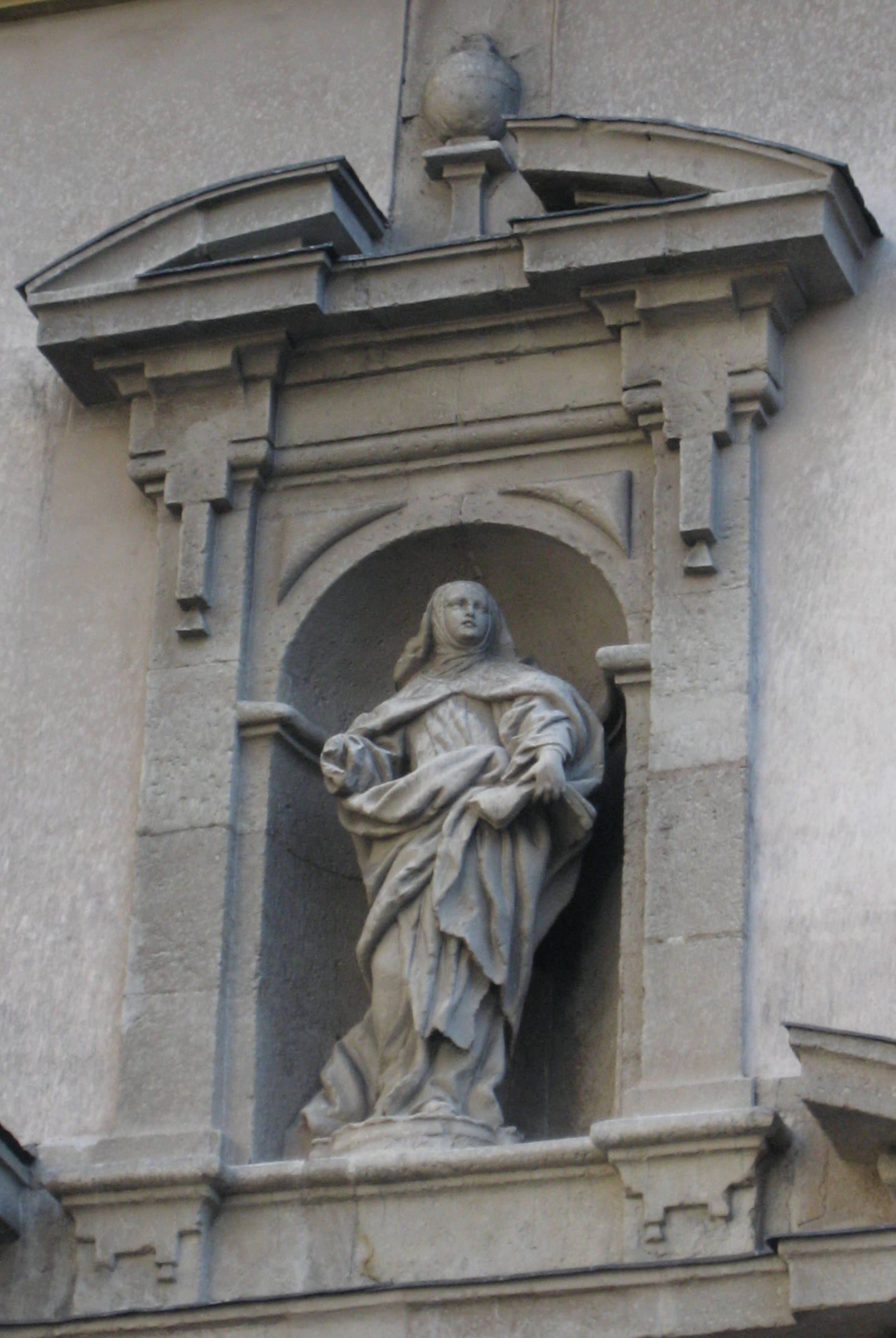
Detalle de la estatua de Santa Florentina
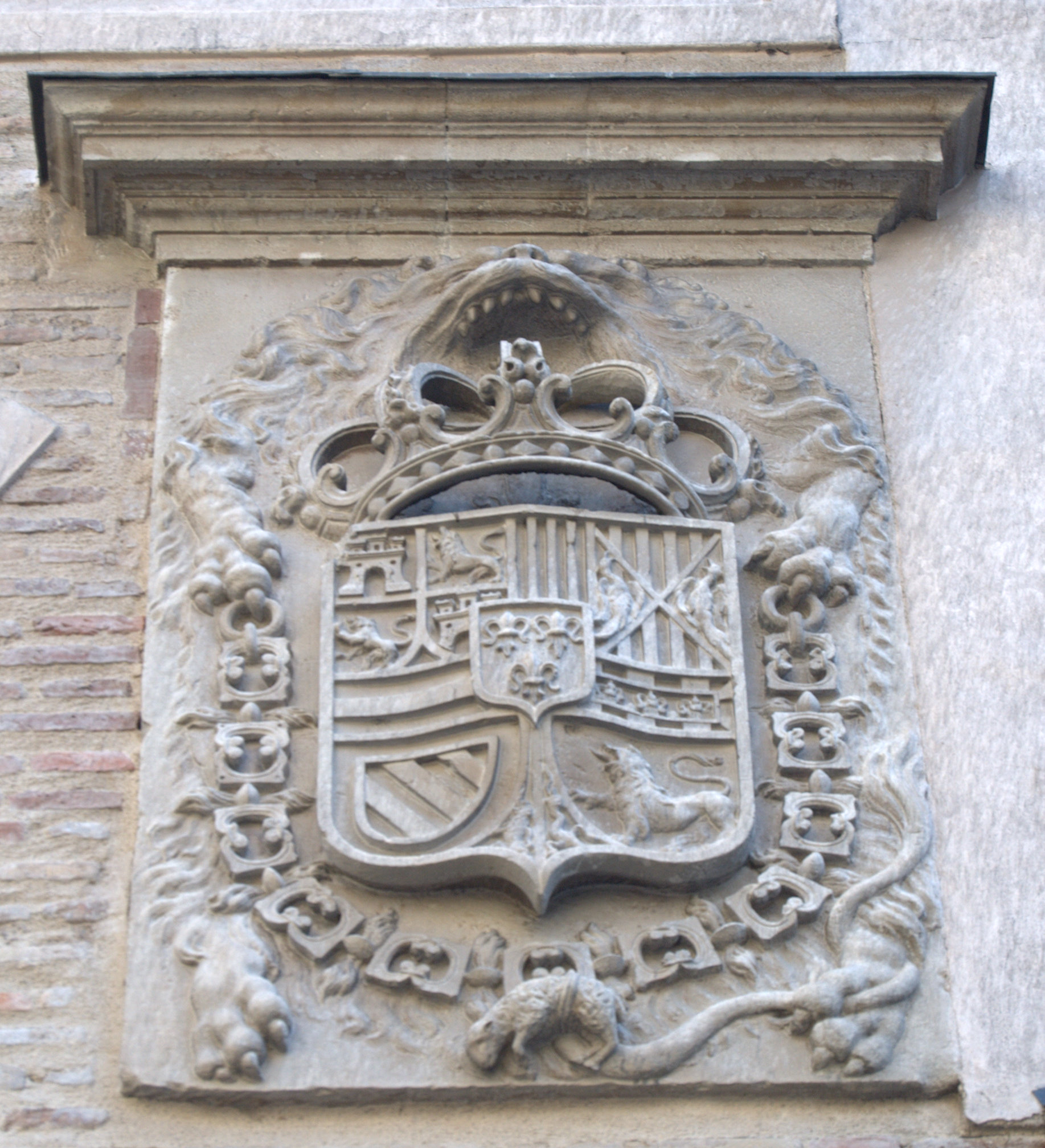
Blasón real
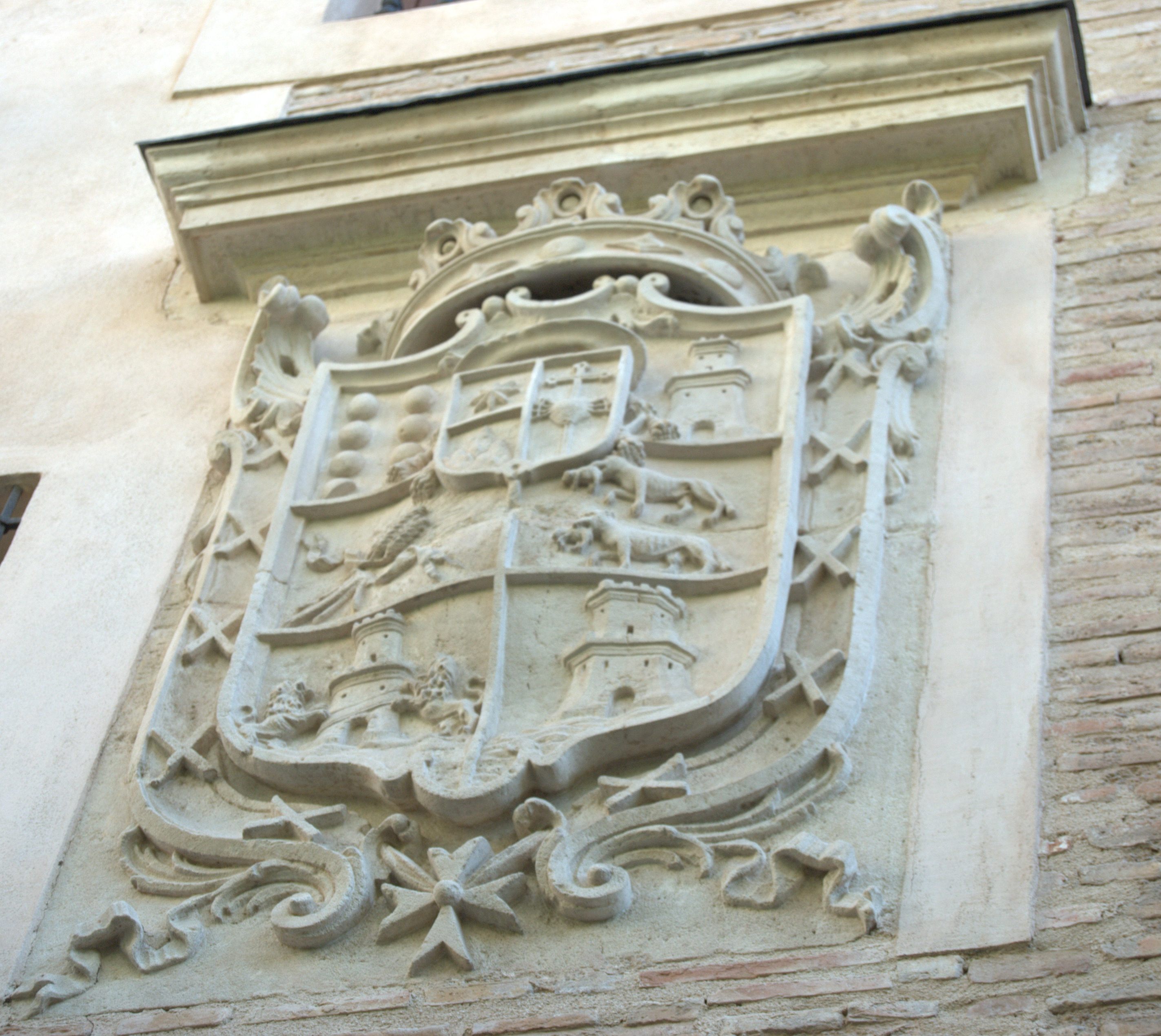
Escudo del cardenal Belluga